# Sérgio Santos
Sérgio "Escadinha" Dutra dos Santos, född 15 oktober 1975 i Nova Londrina, är en brasiliansk volleybollspelare.
Santos blev olympisk guldmedaljör i volleyboll vid sommarspelen 2004 i Aten och vid sommarspelen 2016 i Rio de Janeiro.